# Medetera parenti
Medetera parenti är en tvåvingeart som beskrevs av Stackelberg 1925. Medetera parenti ingår i släktet Medetera och familjen styltflugor. Enligt den finländska rödlistan är arten otillräckligt studerad i Finland. Arten är reproducerande i Sverige. Artens livsmiljö är lundskogar. Inga underarter finns listade i Catalogue of Life.